# Luftsicherheitsgebühr
Luftsicherheitsgebühr (auch Flughafensicherheitsgebühr genannt) wird erhoben für die Durchsuchung von Passagieren und deren Gepäck auf den Flughäfen zum Schutz vor Angriffen auf die Sicherheit des Luftverkehrs (§ 5 Luftsicherheitsgesetz, 
LuftSiG). 
Diese Gebühr wird über die Fluggesellschaften vom Passagier erhoben, in dem der Betrag auf den Flugpreis aufschlagen wird. 
Rechtsgrundlage ist die Luftsicherheitsgebührenverordnung (LuftSiGebV) vom 23. Mai 2007 in Verbindung mit der Anlage zu § 1 Nummer 2 der LuftSiGebV. 
Die Gebühr je Passagier wird flughafenspezifisch durch das BMI festgelegt und richtet sich nach den Kosten für die Kontrollen und dem Passagieraufkommen des Flughafens. Der gesetzliche Gebührenrahmen liegt bei 2 bis 10 Euro (Nr. 2 der Anlage zu § 1 der LuftSiGebV). Bereits 2019 konnten die Kosten der Bundespolizei an den passagierschwachen Flugplätzen Saarbrücken und Erfurt aufgrund des Gebührendeckels nicht vollständig refinanziert werden. Im Jahr 2022 lagen bereits 18 von 28 Flugplätzen am oberen Gebührenrahmen von 10 Euro je Passagier.
Die Bundesregierung plante den Gebührenrahmen durch eine umfangreiche Aktualisierung der Luftsicherheitsgebührenverordnung schrittweise ab Februar 2024 zu erhöhen, scheiterte jedoch damit im Bundesrat. Die Bundesländer schlossen sich dem Vorschlag von Niedersachsen an, der eine schritthafte Erhöhung des Gebührenrahmens erst ab 2025 vorsieht. Dem Bundeshaushalt entsteht dadurch ein Defizit von mehr als 90 Millionen Euro.
Finanziert werden durch die Gebühr hauptsächlich beliehenes Kontrollpersonal des Dienstleisters (Luftsicherheitsassistenten), Röntgen- und Kontrollgeräte und Betriebskosten für die Sicherheitskontrollen abreisender Flugpassagiere. Die Personalkosten im Bereich Luftsicherheit sind in den letzten Jahren durch hohe Tarifabschlüsse stark gestiegen.